# استحکامات رودس
استحکامات شهر رودس مانند یک هلال دفاعی در اطراف شهر قرون وسطایی شکل گرفته و عمدتاً در تشکیل استحکامات امروزی متشکل از یک دیوار بزرگ نقش داشته که از یک خاکریز روکشی در سنگ، مجهز به سنگر و خندق ساخته شده‌است. بخشی از استحکامات رو به بندر از یک دیوار خرطومی‌شکل تشکیل شده‌است.
این استحکامات توسط شوالیه‌های مهمان‌نواز سنت جان با تقویت دیوارهای بیزانسی موجود از سال ۱۳۰۹ ساخته شدند، سالی که آنها پس از یک مبارزه سه ساله جزیره را تصرف کردند.

## تاریخ

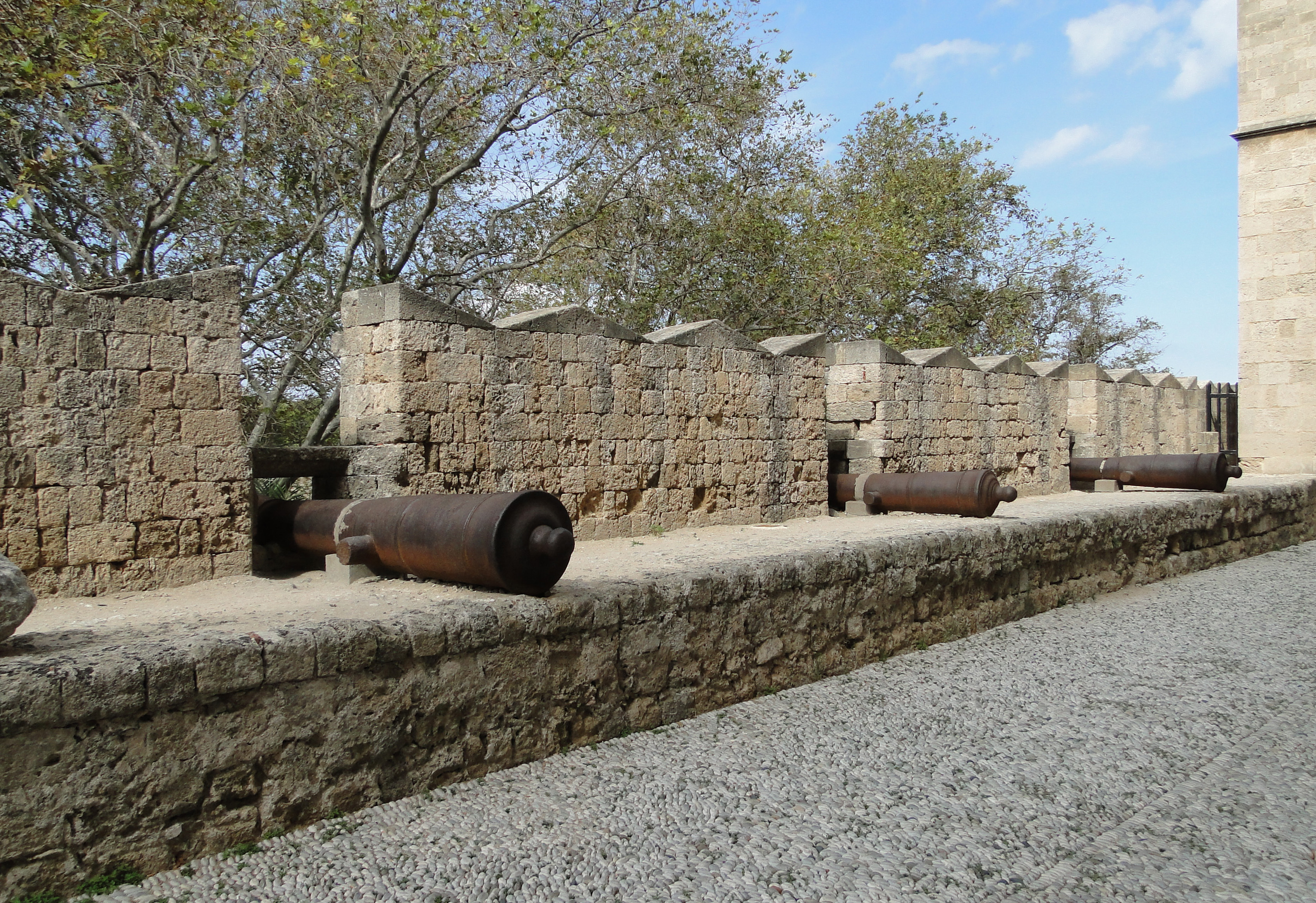
توپ‌هایی که از کاخ استاد بزرگ محافظت می‌کنند

رودز به دلیل موقعیت جغرافیایی خود به عنوان دروازه‌ای به دریای اژه، همیشه در مسیرهای تجاری میان غرب و شرق موقعیت برتری داشته‌است و به لطف بندرگاه‌هایکه به خوبی محافظت شده، یک ایستگاه مهم بوده‌است. در طول دوره هلنیستی در اواخر قرن چهارم پیش از میلاد، شهر رودس در میان دیوارهای دفاعی محصور بود که امکان مقاومت در برابر محاصره دمتریوس پولیورکتس پادشاه مقدونیه را در سال ۳۰۵ پیش از میلاد فراهم می‌کرد. غول رودس معروف به عنوان سپاسگزاری از خدایان برای پیروزی در برابر دمتریوس ساخته شد. فیلو بیزانسی نویسنده رساله «پاراسکئواستیکا» در مورد آثار دفاعی، در قرن سوم پیش از میلاد در رودس اقامت کرد و دیوارها را تحسین کرد. زمین‌لرزه ۲۲۶ پیش از میلاد به استحکامات آسیب جدی وارد کرد، اما استحکامات به زودی بازسازی شدند. بیزانسی‌ها در بلندترین بخش شهر یک دژ ساختند.
زمانی که شوالیه‌های مهمان‌نواز جزیره را فتح کردند، شهر همچنان ثروتمند اما رو به زوال بود. رودس به لطف ثروتی که شوالیه‌ها از سرزمین مقدس به ارمغان آوردند و به خاطر به ارث بردن دارایی‌های شوالیه‌های معبد که پس از سرکوب شوالیه‌های معبد در سال ۱۳۱۲ با فرمان پادشاه فرانسه فیلیپ چهارم به شوالیه‌ها داده شد، رشد اقتصادی یافت. غنای جزیره عثمانی‌ها را از سواحل نزدیک به خود جذب کرد (ترکیه تنها ۱۸ کیلومتر با رودس فاصله دارد و به راحتی می‌توان آن را دید). شوالیه‌ها کارهای پیوسته‌ای را بر روی استحکامات آغاز کردند، هم برای گنجاندن دهکده‌های جدید در جنوب شهر تاریخی بیزانسی و هم برای به روز رسانی استحکامات به تکنیک‌های دفاعی نظامی جدید.
شوالیه‌های سنت جان در طول کمابیش سه سده زیستن در سرزمین مقدس تجربه طولانی در ساختن دژها و استحکامات داشتند، با این حال الگوی مرجع برای ساختن استحکامات دیوارهای قسطنطنیه بود که در درازای سده‌ها، توانایی زیادی برای ایستادگی در برابر محاصره نشان داده بود.
در سال ۱۴۴۰ سلطان مملوک مصر به قصد فتح شهر، آن را برای ۴۰ روز محاصره کرد که شکست خورد.
در سال ۱۴۸۰، رودس به دست سربازان محمد دوم محاصره شد، اما ارتش نیرومند قسطنطنیه که ۱۰۰٬۰۰۰ سرباز با ۱۷۰ کشتی بود به دلیل دلاوری شوالیه‌ها و استحکامات قوی، سربازان عثمانی را از جزیره رودس راندند. در سال ۱۴۸۱ یک زمین‌لرزه شهر را ویران کرد و به خانه‌ها و استحکامات شهر آسیب‌های جدی‌ای وارد کرد و تلفات آن ۳۰٬۰۰۰ تن بودند. یک محاصره نو از سوی عثمانی‌ها پیشبینی می‌شد، پس شوالیه‌ها با به‌کارگیری سرمایه و منابع مالی، در کوتاه‌مدت کاخ‌های مهم شهر و استحکامات نوسازی شدند. در پی سال‌ها استادان بزرگ دستور بازسازی استحکامات و فعال‌سازی توپخانه را دادند. برای این کار، آن‌ها از بهترین معمارهای ایتالیایی درخواست کمک کردند. در میان این معماران، ماتئو جیونی، باسیلیو دلا سکولا، جرولامو بارتولوچی و گابریل تادینو دا مارتینینگو بودند. دوتای آخری در طول آخرین محاصره شهر در سال ۱۵۲۲ حضور داشتند.
استحکامات رودس در سال ۱۵۲۲ یخ‌زده شد، به طوری که رودز یکی از اندک شهرهای اروپایی است دیوار حصارکشیده‌شده‌است که هنوز انتقال میان استحکامات کلاسیک قرون وسطی و امروزی را نشان می‌دهد. استحکاماتی که امروزه نیز کمربندی را در اطراف شهر قرون وسطایی ایجاد می‌کند، به طوری که یک محله جدا از شهر نو است، در زمان مدیریت ایتالیایی جزیره بازسازی شده و در حال حاضر در حال مطالعه، مرمت و نگهداری هستند.